# Mortantsch
Mortantsch ist eine Gemeinde mit 2273 Einwohnern (Stand 1. Jänner 2024) im österreichischen Bundesland Steiermark.

## Geografie
Mortantsch liegt an der Stadtgrenze zu Weiz im Bezirk Weiz in der Oststeiermark. Die Grenze im Westen und im Süden bildet die Raab. Der tiefste Punkt im Süden liegt 430 Meter über dem Meer. Vom Fluss steigt das Land steil etwa hundert Meter bewaldet an. Daran schließt ein hügeliges Gebiet an, dessen flache Teile landwirtschaftlich genutzt werden. Die höchsten Erhebungen sind der Steinberg im Süden mit 632 Meter und der Stroß mit 1039 Meter im Norden. Die Fläche beträgt knapp achtzehn Quadratkilometer. Davon sind 48 Prozent bewaldet und 42 Prozent werden landwirtschaftlich genutzt.

### Gemeindegliederung
Das Gemeindegebiet umfasst folgende sechs Ortschaften (in Klammern Einwohnerzahl Stand 1. Jänner 2024):
- Göttelsberg (1235)
- Hafning (196)
- Haselbach bei Weiz (159)
- Leska (193)
- Mortantsch (185)
- Steinberg bei Weiz (305)

Die Gemeinde besteht aus den Katastralgemeinden Göttelsberg, Hafning, Haselbach, Leska, Mortantsch und Steinberg.

### Nachbargemeinden
|                         | Naas                                        |      |
| Gutenberg-Stenzengreith | Kompassrose, die auf Nachbargemeinden zeigt | Weiz |
| Kumberg (GU)            | Mitterdorf an der Raab                      |      |

## Geschichte
Die Besiedlung des Gemeindegebietes erfolgte durch die Slawen am Ende des 6. und Anfang des 7. Jahrhunderts. Aus dieser Zeit stammen die Ortsnamen Leska und Mortantsch. Später erfolgte eine Besiedlung durch die Bayern, wobei beide Gruppen friedlich nebeneinander lebten. Der Ort Göttelsberg wurde als Gotlingsperge im Jahr 1185 erstmals urkundlich erwähnt. Der Name stammt vermutlich vom Personennamen Gotili(n). Leska wurde erstmals 1229 als Leczow genannt. Der Name stammt aus dem Slawischen und bedeutet „Haselstrauch“. Drei weitere Orte wurden 1265 erstmals im „Rationarium Styriae“ beschrieben: Haselpach (Haselbach), Havenaern (Hafning) und Steynperge (Steinberg). Aus dem Jahr 1405 stammt die erste urkundliche Erwähnung von Mordensch (Mortantsch).
Im Zuge der Revolution im Jahr 1848 wurde das Untertänigkeitsverhältnis der Bauern aufgelöst und der Bauer wurde endlich auch Eigentümer von Grund und Boden. Zwei Jahre später fanden die ersten Gemeinderatswahlen statt.
Am 1. Jänner 1952 wurden die 1850 entstandenen und bis dahin selbstständigen Ortsgemeinden Mortantsch, Steinberg bei Weiz und Haselbach bei Weiz zur heutigen Gemeinde Mortantsch vereinigt.

### Bevölkerungsentwicklung

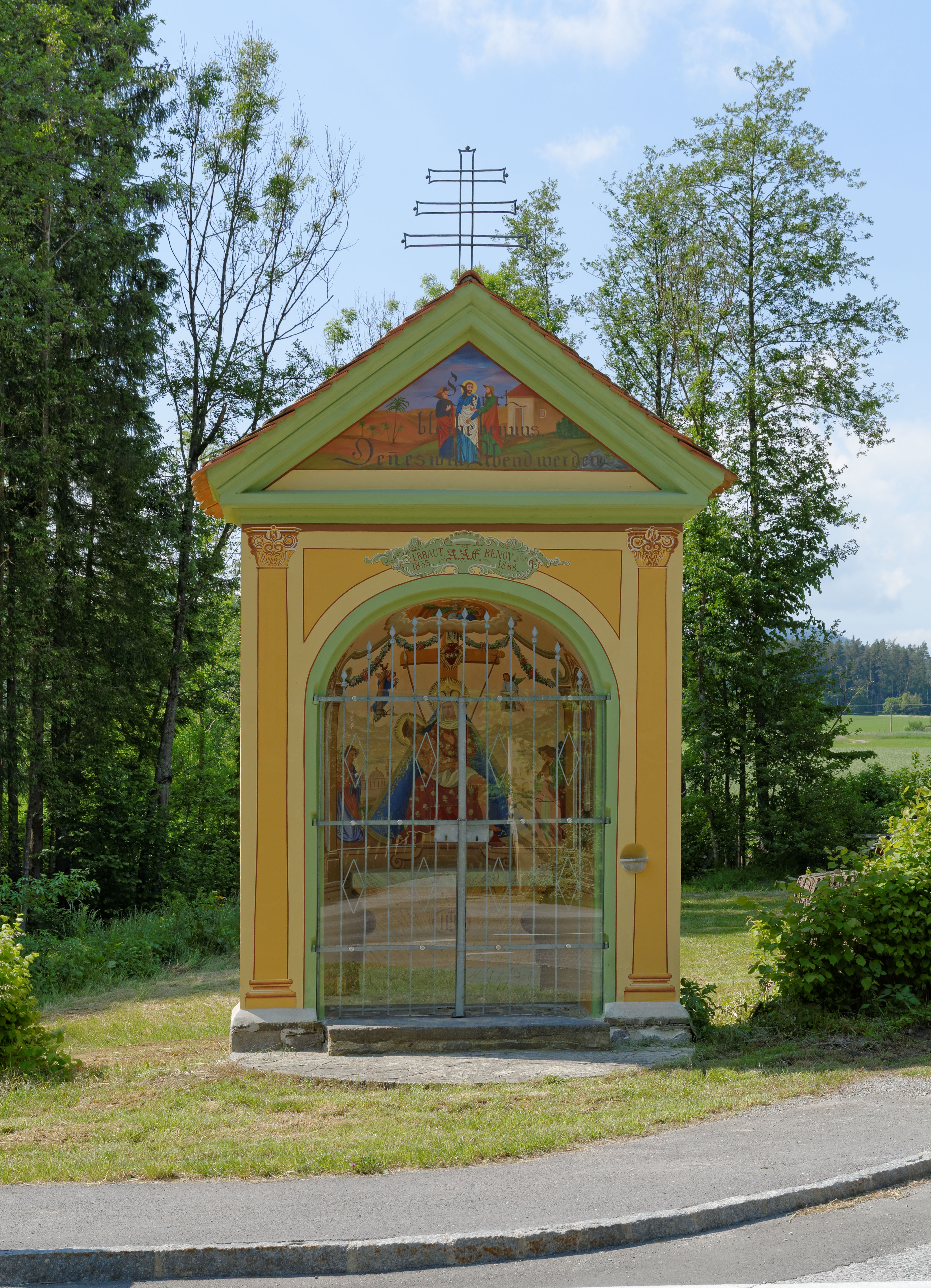
Wegkapelle bei Göttelsberg

| Mortantsch: Einwohnerzahlen von 1869 bis 2024       | Mortantsch: Einwohnerzahlen von 1869 bis 2024 | Mortantsch: Einwohnerzahlen von 1869 bis 2024 | Mortantsch: Einwohnerzahlen von 1869 bis 2024 | Mortantsch: Einwohnerzahlen von 1869 bis 2024 |
| --------------------------------------------------- | --------------------------------------------- | --------------------------------------------- | --------------------------------------------- | --------------------------------------------- |
| Jahr                                                |                                               |                                               |                                               | Einwohner                                     |
| 1869                                                | 1869                                          |                                               | 974                                           | 974                                           |
| 1880                                                | 1880                                          |                                               | 966                                           | 966                                           |
| 1890                                                | 1890                                          |                                               | 1.021                                         | 1.021                                         |
| 1900                                                | 1900                                          |                                               | 969                                           | 969                                           |
| 1910                                                | 1910                                          |                                               | 1.059                                         | 1.059                                         |
| 1923                                                | 1923                                          |                                               | 1.073                                         | 1.073                                         |
| 1934                                                | 1934                                          |                                               | 1.142                                         | 1.142                                         |
| 1939                                                | 1939                                          |                                               | 1.178                                         | 1.178                                         |
| 1951                                                | 1951                                          |                                               | 1.214                                         | 1.214                                         |
| 1961                                                | 1961                                          |                                               | 1.375                                         | 1.375                                         |
| 1971                                                | 1971                                          |                                               | 1.620                                         | 1.620                                         |
| 1981                                                | 1981                                          |                                               | 1.731                                         | 1.731                                         |
| 1991                                                | 1991                                          |                                               | 1.767                                         | 1.767                                         |
| 2001                                                | 2001                                          |                                               | 1.958                                         | 1.958                                         |
| 2011                                                | 2011                                          |                                               | 2.008                                         | 2.008                                         |
| 2021                                                | 2021                                          |                                               | 2.236                                         | 2.236                                         |
| 2024                                                | 2024                                          |                                               | 2.273                                         | 2.273                                         |
| Quelle(n): Statistik Austria, Gebietsstand 1.1.2021 |                                               |                                               |                                               |                                               |

## Kultur und Sehenswürdigkeiten
- Wegkapelle Göttelsberg

### Freizeit
Es gibt ein umfangreiches Wegnetz, das für das Joggen, Nordic Walking, Radfahren und Wandern genutzt werden kann. Die Ortschaft Haselbach ist Ausgangspunkt zur großen Raabklamm, Götzenbichl der Ausgangspunkt zur kleinen Raabklamm. Weiters gibt es die Möglichkeit zum Tennis spielen und Bogenschießen.

## Wirtschaft und Infrastruktur

### Wirtschaftssektoren
Von den 95 landwirtschaftlichen Betrieben des Jahres 2010 wurden 37 im Haupt-, 56 im Nebenerwerb und zwei von Personengemeinschaften geführt. Die Haupterwerbsbauern bewirtschafteten zwei Drittel der Flächen. Im Produktionssektor arbeiteten 29 der 45 Erwerbstätigen in der Bauwirtschaft. Die größten Arbeitgeber im Dienstleistungssektor waren die Bereiche soziale und öffentliche Dienste (49), Handel (17) und Beherbergung und Gastronomie (15 Mitarbeiter).
| Wirtschaftssektor            | Anzahl Betriebe | Anzahl Betriebe | Anzahl Betriebe | Erwerbstätige | Erwerbstätige | Erwerbstätige |
| Wirtschaftssektor            | 2021            | 2011            | 2001            | 2021          | 2011          | 2001          |
| ---------------------------- | --------------- | --------------- | --------------- | ------------- | ------------- | ------------- |
| Land- und Forstwirtschaft 1) | 51              | 95              | 108             | 92            | 80            | 76            |
| Produktion                   | 12              | 10              | 4               | 33            | 45            | 33            |
| Dienstleistung               | 82              | 61              | 26              | 17            | 133           | 105           |

1) Betriebe mit Fläche in den Jahren 2010 und 1999, Arbeitsstätten im Jahr 2021

### Arbeitsmarkt, Pendeln
Im Jahr 2011 lebten 990 Erwerbstätige in Mortantsch. Davon arbeiteten 173 in der Gemeinde, mehr als achtzig Prozent pendelten aus.

## Politik

### Gemeinderat
Der Gemeinderat setzt sich nach den Wahlen von 2020 wie folgt zusammen: 10 ÖVP, 4 SPÖ, 1 Bürgerliste Mortantsch.

### Bürgermeister
Bürgermeister ist Peter Schlagbauer.

### Wappen
Die Verleihung des Gemeindewappens erfolgte mit Wirkung vom 1. November 1979.
Wappenbeschreibung: Ein goldener mit blauen Wassertropfen bestreuter Pfahl in rotem Schild, vorne und hinten übereinander je drei goldene Hufeisen.

## Persönlichkeiten
- Peter Leitner (1944–1996), Landwirt, Politiker und Abgeordneter zum Nationalrat

### Ehrenbürger
- 1969: Josef Krainer (1903–1971), Landeshauptmann der Steiermark 1948–1971[12]